# Henri Lefèbvre
Pour les articles homonymes, voir Lefèbvre.
Henri Charles Lefèbvre, né le 19 décembre 1905 à Suresnes (Seine) et mort le 5 juin 1970 à Marly-le-Roi (Yvelines), est un lutteur français pratiquant la lutte libre.

## Palmarès
Henri Lefèbvre obtient la médaille de bronze olympique en lutte libre en Jeux olympiques d'été de 1928 à Amsterdam en catégorie poids mi-lourds.